# شتل سن دونی
شهر شتل سن دونی  در بخش وو وز در ایالت فریبورگ در کشور سوئیس واقع شده‌است که ۴٬۴۰۰ نفر جمعیت دارد.